# Società Sportiva Murata
La Società Sportiva Murata és un club de futbol sanmarinès de la ciutat de San Marino.

## Palmarès
- Lliga de San Marino de futbol:[3]

2005–06, 2006–07, 2007–08
- Coppa Titano de San Marino:[4]

1997, 2007, 2008
- Trofeo Federale/Supercopa:[5]

2006, 2008, 2009

## Resultats a competicions europees
| Competició        | Partits | Guanyats | Empatats | Perduts | GF | GC |
| ----------------- | ------- | -------- | -------- | ------- | -- | -- |
| Lliga de Campions | 2       | -        | -        | 2       | 1  | 4  |
| Copa de la UEFA   | 2       | -        | -        | 2       | 1  | 7  |